# Парвоз (футбольний клуб)

Старий логотип клубу

Футбольний клуб «Парвоз» (Бободжон Гафуров) або просто «Парвоз» — таджицький професіональний футбольний клуб з смт.Гафуров Гафуровського району Согдійської області.

## Хронологія назв
- 2001—2004: «Авіатор» (Чкаловськ)
- 2004: «Авіатор» (смт.Гафуров)
- 2005—н.в.: «Парвоз» (Бободжон Гафуров)

## Історія
Клуб заснований не пізніше 2001 року під назвою «Авіатор» (Чкаловськ), почав виступи в чемпіонаті Согдійської області.
У 2003 році «Авіатор» був включений до числа учасників Вищої ліги чемпіонату Таджикистану (раніше в 1993-1995 роках місто Чкаловск було представлене у вищому дивізіоні командою «Сайхун»). Спонсорами клубу були (станом на 2009 рік) ГУАП «Таджик Ейр», Душанбійський аеропорт і Согдійської авіапідприємство. Клуб очолив відомий тренер Шаріф Назаров. Перший матч в чемпіонаті команда провела 23 березня 2003 року, здобувши виїзну перемогу 6:1 над «СКА-Хатлон» з Пархару.
У своєму дебютному сезоні «Авіатор» завоював бронзові медалі чемпіонату, пропустивши вперед тільки визнаного лідера тих років - «Регар-ТадАЗ» і своїх земляків з ФК «Худжанд». У наступному сезоні бронзовий успіх був повторений, і вперше здобуто перемогу в Кубку Таджикистану - у фінальному матчі з рахунком 5:0 була розгромлена «Уротеппа».
Перед початком сезону 2005 року клуб перейменований в «Парвоз» (в перекладі з таджицького «Політ») і став представляти Гафуровський район. У 2005 році команда втретє поспіль виграла бронзові медалі. На наступний рік серія була перервана—«Парвоз» став четвертим.
Найвищого успіху клуб домігся в 2007 році, зайнявши друге місце в чемпіонаті і всього на 4 очки поступився чемпіону країни «Регар-ТадАЗ», якому завдав єдиної поразки, а також вдруге виграв Кубок країни, у фіналі була переможена «Хима» (1:0). У 2008 році «Парвоз» вдруге поспіль завоював срібло.
Починаючи з сезону 2009 року клуб втратив колишні обсяги фінансування і почав виступати не так впевнено, займаючи місця в середині або другій половині турнірної таблиці. У Кубку Таджикистану найвищим успіхом за останні 6 років став вихід до півфіналу в 2013 році. «Парвоз» практично не запрошує легіонерів і гравців з інших регіонів, а розрахоаує переважно на місцевих вихованців та ветеранів.
- Чемпіонат Таджикистану
  -  Срібний призер (2): 2007, 2008
  -  Бронзовий призер (3): 2003, 2004, 2005

- Кубок Таджикистану
  -  Володар (2): 2004, 2007

## Статистика виступів у національних турнірах
| Сезон | Ліга | Ліга | Ліга | Ліга | Ліга | Ліга | Ліга | Ліга | Ліга | Кубок Таджикистану | Бомбардир         | Бомбардир | Тренер                       |
| Сезон | Див. | Міс. | Іг.  | В    | Н    | П    | ЗМ   | ПМ   | О    | Кубок Таджикистану | Ім'я              | В лізі    | Тренер                       |
| ----- | ---- | ---- | ---- | ---- | ---- | ---- | ---- | ---- | ---- | ------------------ | ----------------- | --------- | ---------------------------- |
| 2003  | 1-ша | 3    | 30   | 23   | 2    | 5    | 71   | 25   | 71   |                    |                   |           | Шаріф Назаров                |
| 2004  | 1-ша | 3    | 36   | 22   | 5    | 9    | 87   | 33   | 71   | Переможець         |                   |           | Шаріф Назаров                |
| 2005  | 1-ша | 3    | 18   | 10   | 4    | 4    | 38   | 20   | 34   |                    |                   |           | Шаріф Назаров                |
| 2006  | 1-ша | 4    | 22   | 15   | 2    | 5    | 39   | 25   | 47   |                    | Нумонджон Хакімов | 19        |                              |
| 2007  | 1-ша | 2    | 20   | 17   | 0    | 3    | 52   | 10   | 51   | Переможець         | Нумонджон Хакімов | 30        | Тохір Нурматов               |
| 2008  | 1-ша | 2    | 40   | 28   | 6    | 6    | 89   | 29   | 90   |                    |                   |           | Тохір Нурматов               |
| 2009  | 1-ша | 6    | 18   | 7    | 4    | 7    | 27   | 22   | 25   | 1/4 фіналу         |                   |           | Тохір Нурматов Хамід Карімов |
| 2010  | 1-ша | 8    | 32   | 6    | 6    | 20   | 35   | 71   | 24   |                    |                   |           | Хамід Карімов                |
| 2011  | 1-ша | 9    | 40   | 12   | 4    | 24   | 45   | 76   | 40   |                    |                   |           | Мухаммад Юраєв               |
| 2012  | 1-ша | 5    | 24   | 10   | 4    | 10   | 47   | 36   | 34   | 1/16 фіналу        |                   |           | Мухаммад Юраєв               |
| 2013  | 1-ша | 6    | 18   | 4    | 7    | 7    | 14   | 29   | 19   | 1/2 фіналу         |                   |           | Мухаммад Юраєв               |
| 2014  | 1-ша | 5    | 18   | 8    | 1    | 9    | 28   | 35   | 25   |                    | Фарход Тохіров    | 6         | Мухаммад Юраєв               |
| 2015  | 1-ша | 10   | 18   | 1    | 1    | 16   | 6    | 44   | 4    | 1/16 фіналу        | Маруф Маріфбоєв   | 2         |                              |

## Відомі гравці
- Асадулло Бободжонов
- Джоміхон Мухіддінов
- Анвар Норкулов
- Мумінджон Гадойбоєв
- Фарход Тохіров
- Мансур Хакімов
- Нумон Хакімов

## Відомі тренери
- Шаріф Назаров (2003—2005)
- Тохір Нурматов (~2007—2009)
- Хамід Карімов (2009—2010)
- Мухаммад Джураєв (2011—т.ч.)